# Flämische Legion

Fahne der Flämischen Legion

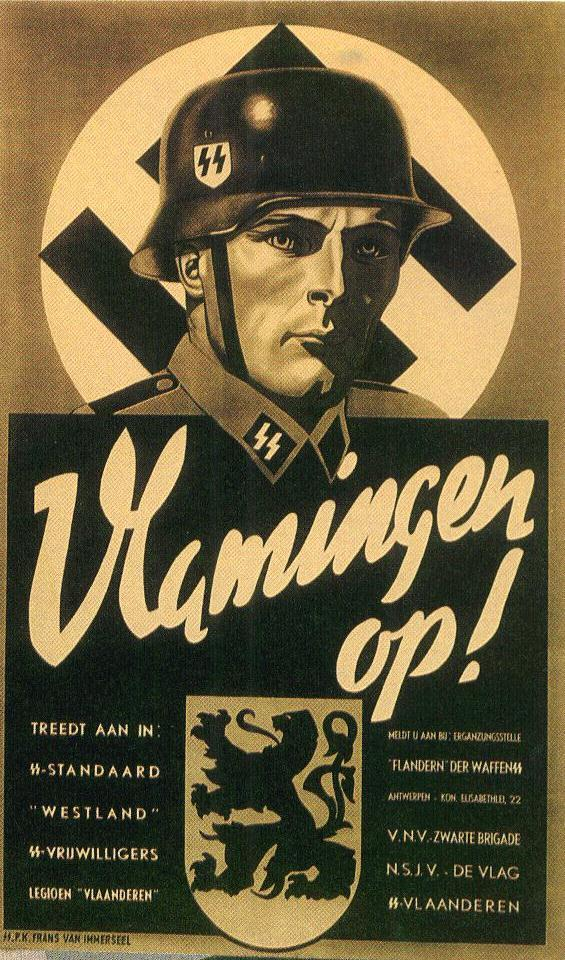
Werbepropagandaplakat

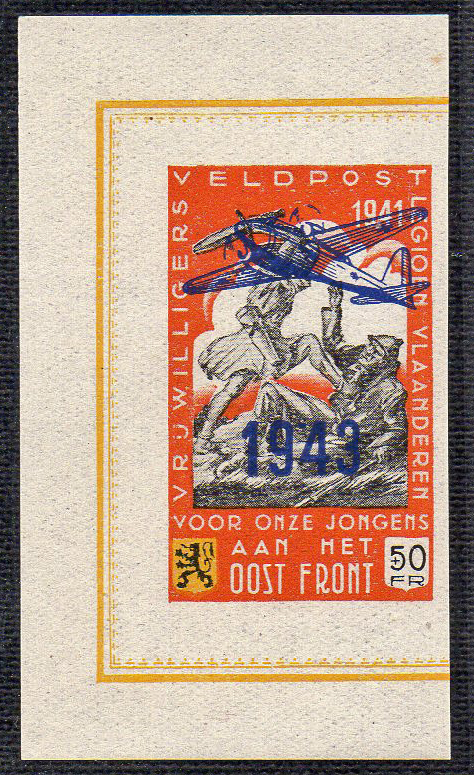
Spendenvignette für die Flämische Legion, 1943

Die Flämische Legion war ein Verband flämischer Freiwilliger der Waffen-SS, der während des Zweiten Weltkriegs auf deutscher Seite eingesetzt wurde.
Bald nach der Besetzung der Niederlande und Belgiens durch deutsche Truppen im Mai 1940 begann Reichsführer SS Heinrich Himmler dort mit der Suche nach holländischen und flämischen Freiwilligen, die sein neu geschaffenes SS-Regiment „Westland“ verstärken sollten. Männer im Alter zwischen 18 und 25 Jahren wurden für so genannte „Polizeiliche Aufgaben“ angeworben. Ihnen wurde versprochen, diese Tätigkeiten innerhalb ihres Heimatlandes ausführen zu können. Innerhalb weniger Wochen konnte so das SS-Regiment in voller Stärke aufgestellt werden. Schon bald zeigte sich jedoch, dass dieses Versprechen gebrochen wurde, indem man das „Westland“-Regiment der SS-Division „Wiking“ zuordnete.
Angespornt durch seinen großen Anwerbungserfolg verkündete Himmler am 3. April 1941 die Aufstellung eines weiteren Regiments aus holländischen, flämischen und dänischen Freiwilligen. Wie das „Westland“-Regiment  sollte auch dieses neue SS-Freiwilligen-Regiment „Nordwest“ angeblich für „Polizeiliche Aufgaben“ herangezogen werden.
Beim deutschen Überfall auf die Sowjetunion im Juni 1941 waren viele der Freiwilligen im Regiment „Nordwest“ bereit, einer neu geschaffenen „Flämischen Legion“, auch als Freiwilligen Legion Flandern bezeichnet, beizutreten, die im Krieg gegen die Sowjetunion kämpfen sollte. Männer im Alter zwischen 17 und 40 Jahren konnten der Legion ohne Berücksichtigung ihrer politischen Anschauung beitreten. Vorzugsweise wurden Ex-Offiziere der Belgischen Armee übernommen, denen man versprach, in der Legion einen Dienstgrad zu erhalten, der mit ihrem ursprünglichen Armee-Dienstgrad korrespondierte.
Am 6. August 1941 marschierten die ersten 405 flämischen Freiwilligen in Brüssel vor dem Palais des Beaux-Arts auf, wo ihnen die Truppenfahne überreicht wurde.
Anschließend trafen sie in einem polnischen Militärlager mit Angehörigen des ehemaligen Regiments „Nordwest“ zusammen.
Bis Ende September 1941 unterzogen sich insgesamt 875 Flamen einer harten Ausbildung in Polen, die entgegen den Erwartungen der flämischen Freiwilligen praktisch ausschließlich von deutschen Offizieren bzw. Unteroffizieren durchgeführt wurde.
Im November 1941 verlegte man die Legion an die „Leningrad-Front“ als Teil der 2. SS-Infanterie-Brigade (mot.). Bei heftigen Kämpfen an der Ostfront musste die Legion, die trotz ihres Namens Teil der Waffen-SS war, große Verluste hinnehmen.
Bis zum 31. Mai 1943 stand die Flämische Legion mit kleineren Unterbrechungen an der Ostfront, bis sie im Zuge einer Reorganisation in die 6. SS-Freiwilligen-Sturmbrigade Langemarck und am 19. Oktober 1944 in die 27. SS-Freiwilligen-Grenadier-Division „Langemarck“ (flämische Nr. 1) umgewandelt wurde. In diesem Zeitraum wurde eine rund 2.000 Mann starke Kampfgruppe aufgestellt, welche am 24. Dezember 1944 in die Eifel zur Verteidigung der Urfttalsperre verlegt wurde. Ende Januar 1945 wurde diese Kampfgruppe nach Pommern verlegt. In den nun folgenden Rückzugskämpfen verlor die Division rund 75 % ihrer ursprünglichen Stärke. Die letzten Kämpfe der Division fanden zwischen dem 26. und 27. April 1945 in Prenzlau statt. Die Reste der Division gerieten im Raum Schwerin in britische Gefangenschaft und wurden als Kollaborateure nach Belgien ausgeliefert und dort verurteilt.

## Bezeichnungen

Uniformabzeichen der Division „Langemarck“

- Juli 1941: SS-Freiwilligen-Legion „Flandern“
- Mai 1943: SS-Freiwilligen-Sturmbrigade „Langemarck“
- Oktober 1943: 6. SS-Freiwilligen-Sturmbrigade „Langemarck“
- Oktober 1944: 27. SS-Freiwilligen-Grenadier-Division „Langemarck“ (flämische Nr. 1)